# 佩列利相卡 (科斯托皮爾區)
50°58′4″N 26°3′6″E / 50.96778°N 26.05167°E
佩列利相卡（烏克蘭語：Перелисянка），是烏克蘭西北部的村莊，隸屬里夫內州的里夫內區。該村面積0.06平方公里，海拔高度188米，2021年人口0，人口密度每平方公里216.7人。